# 삼척 대이리 동굴지대
삼척 대이리 동굴지대(三陟 大耳里 洞窟地帶)는 대한민국 강원특별자치도 삼척시 도계읍 대이리의 조선 누층군 석회암 카르스트 지역에 발달한 대규모 석회암 동굴 지대이다. 1966년 6월 17일 대한민국의 천연기념물 제178호로 지정되었다. 2021년 11월 19일 문화재청 고시에 의해 문화재 지정번호가 폐지됨에 따라, 천연기념물로 재지정되었다.

## 개요
삼척 대이리 동굴지대는 강원특별자치도 삼척시 도계읍에서 북쪽으로 약 12 km 떨어진 두타산 부근에 위치한다. 동굴은 물이 조선 누층군 풍촌 석회암층의 석회암을 녹이는 용식작용에 의해 만들어졌다. 현재 10개의 동굴이 발견되었으며, 대표적인 동굴인 대금굴, 관음굴, 환선굴이 있다. 동굴 내에는 종유관, 종유석, 석순, 동굴산호, 석화 등 다양한 동굴생성물이 발달한다.
삼척 대이리 동굴지대는 규모가 크고 환경조건이 좋아 꼬리치레도롱뇽, 환선좀딱정벌레를 비롯한 희귀한 동굴생물 등이 다수 서식하고 있다. 현재 삼척 대이리 동굴지대는 동굴 생성물 등의 보호를 위해 대금굴과 환선굴의 공개구간을 제외한 모든 지역이 공개제한지역으로 지정되어 있어 관리 및 학술 목적 등으로 출입하고자 할때에는 문화재청장의 허가를 받아 출입할 수 있다.
대이리 동굴지대 주변에는 고생대 초기에 형성된 조선 누층군의 장산 규암층, 묘봉층, 풍촌 석회암층 (대기층), 화절층 등이 분포하며 환선굴, 관음굴, 대금굴, 큰재세굴의 입구는 풍촌 석회암층 중에 형성되어 있으나 동굴의 규모가 비교적 크기 때문에 입구의 지층과 동굴 내부의 지층이 다르며 동굴이 여러 지층에 걸쳐 발달하기도 한다.

### 대금굴
약 5억 3천만년 전 고생대 캄브리아기에서 오르도비스기에 이르는 하부 고생대의 퇴적암류인 조선 누층군의 풍촌 석회암층의 암석이 분포하고 있는 지역으로서 열대 심해의 바다속에 퇴적된 산호초 등의 지형이 지각변동으로 인하여 현재의 위치에 이르게 되었고 오랜 세월 침식되어 동굴이 형성되었으며, 대금굴은 외부에 입구가 노출되어 있지 않았으나 인위적인 발굴작업에 의하여 2003년 2월 25일 대금굴을 처음 발견되었다. 이 동굴 안에는 비룡폭포, 3 m짜리 막대형 석순, 동굴방패, 천지연 호수등이 있다. 이 동굴은 사전예약제이며 동굴 내 생성물 보호 목적으로 사진 촬영이 금지되어 있다. 모노레일을 타고 동굴 입구까지 간다. 비룡폭포는 겨울에도 얼지 않는 다고 한다.

### 관음굴
관음굴은 갈매굴이라고도 불리며, 동굴길이가 1.2km로 장년기 석회동굴이다. 동굴 안에는 고드름처럼 생긴 종유석과 땅에서 돌출한 석순 등 동굴생성물이 있다. 또한 깊이 1미터가 넘는 물이 계속 흘러 수중굴을 연상시킨다. 동굴 깊숙한 곳에는 크고 작은 4개의 동굴폭포가 장관을 이루고 있다.

### 환선굴
환선굴은 관음굴을 지나 782m 높이의 갈매산 봉우리에 위치한다. 동굴길이는 3.5km이고, 여러 개의 텅빈 굴로 이어진 수굴(水窟)이다. 동굴 안에는 동굴의 함몰로 만들어진 골짜기와 높이 10미터가 넘는 3개의 폭포가 있다. 환선굴 안에는 미녀상, 오련폭포, 옥좌대, 흑백유석 등이 있다. 이 동굴은 한국에서 가장 많은 관광객이 찾는 동굴로 알려져 있다. 이 동굴을 가는 방법은 30분 동안 걸어가거나 2분 동안 모노레일을 타고 가는 2가지 경로가 있다.

## 사진
역사 속 군마

## 같이 보기
- 삼척시의 지질
- 조선 누층군
- 석회암 동굴

## 참고 자료
- 문화재청, 《문화재이야기여행 천연기념물 100선 보관됨 2016-08-28 - 웨이백 머신》, pp100-105, 2016-03-31
- 삼척대이리동굴지대 - 국가유산청 국가유산포털